# رصدخانه تقی‌الدین شامی

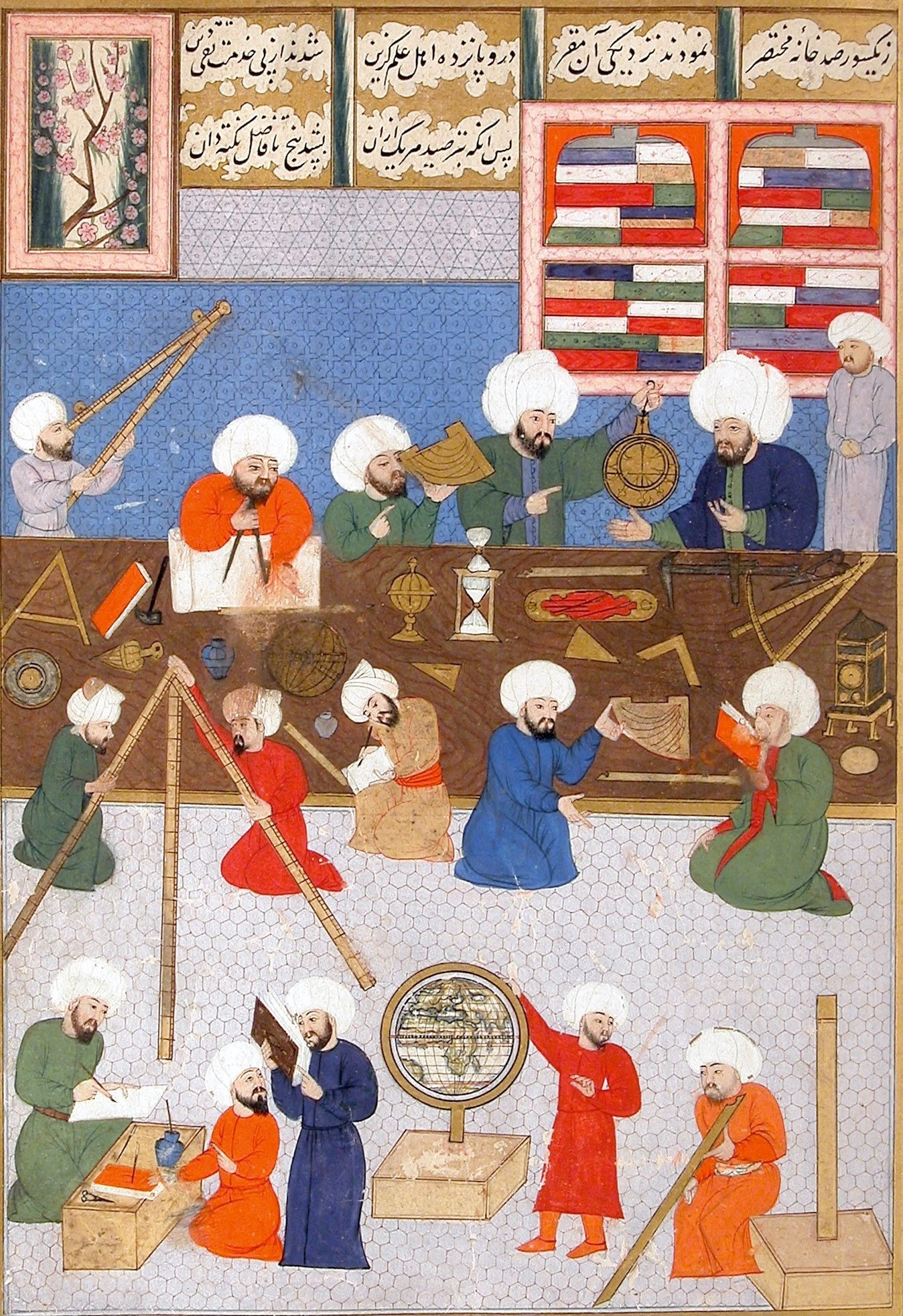
منجمان در رصدخانه تقی‌الدین شامی در استانبول.

رصدخانه تقی‌الدین شامی که در سال ۱۵۷۷ توسط تقی‌الدین شامی در قسطنطنیه (استانبول امروزی) تأسیس شد، یکی از بزرگ‌ترین رصدخانه‌های جهان اسلام در سده‌های میانه بود. با این حال، این رصدخانه تنها چند سال دوام آورد و در سال ۱۵۸۰ تخریب شد.

## تاریخچه
در سال ۱۵۷۴، مراد سوم سلطان امپراتوری عثمانی شد. منجم‌باشی امپراتوری، تقی‌الدین شامی، از سلطان درخواست کرد که بودجه ساخت یک رصدخانه بزرگ را برای رقابت با رصدخانه الغ‌بیگ در سمرقند تأمین کند. سلطان این درخواست را تأیید کرد و ساخت و ساز در سال ۱۵۷۷، تقریباً همزمان با رصدخانه تیکو براهه در اورانیبورگ، به پایان رسید.
این رصدخانه شامل دو ساختمان بزرگ بود که بر روی تپه‌ای مشرف به بخش اروپایی قسطنطنیه قرار داشت و منظره وسیعی از آسمان شب را ارائه می‌داد. درست مانند یک مؤسسه امروزی، ساختمان اصلی برای کتابخانه و محل زندگی کارکنان در نظر گرفته شده بود، در حالی که ساختمان کوچک‌تر مجموعه‌ای از ابزارهای ساخته شده توسط تقی‌الدین را در خود جای داده بود. این ابزارها شامل یک اسطرلاب گوی‌شکل بزرگ و یک ساعت نجومی مکانیکی دقیق برای اندازه‌گیری موقعیت و سرعت سیارات بود. تقی‌الدین امیدوار بود که با استفاده از این ابزارها، جداول نجومی قدیمی که حرکت سیارات، خورشید و ماه را توصیف می‌کردند، به‌روز کند.
رصدخانه دوام نیاورد تا پیشرفت نجوم را در جهان اسلام پیش ببرد. چند ماه پس از تکمیل رصدخانه، ستاره‌ای دنباله‌دار با دمی عظیم در آسمان ظاهر شد و سلطان مراد سوم از منجم خود خواستار پیش‌بینی در مورد آن شد. تقی‌الدین «شبانه‌روز بدون غذا و استراحت» به مطالعه این دنباله‌دار پرداخت و به این پیش‌بینی رسید که این دنباله‌دار «نشانه‌ای از سعادت و شکوه» است و به معنای «فتح ایران» خواهد بود. پس ار آن، به جای شکوه، طاعون ویرانگری در برخی از نقاط امپراتوری رخ داد و چندین فرد مهم جان خود را از دست دادند.
در امپراتوری عثمانی، علم نجوم مورد احترام و پذیرش روحانیون بود، اما طالع‌بینی به دلیل ماهیت پیشگویانه‌اش و مغایرت با اصول دین اسلام، چنین جایگاهی نداشت. به همین دلیل، علمای دینی برای جلوگیری از استفاده از رصدخانه برای پیشگویی و طالع‌بینی، با موفقیت خواستار تخریب آن شدند. جالب اینجاست که این اتفاق همزمان با ساخت رصدخانه‌ای توسط پادشاه دانمارک برای تیکو براهه بود، رصدخانه‌ای که بعدها کپلر با استفاده از آن مدار سیارات را کشف کرد.

## ابزارها

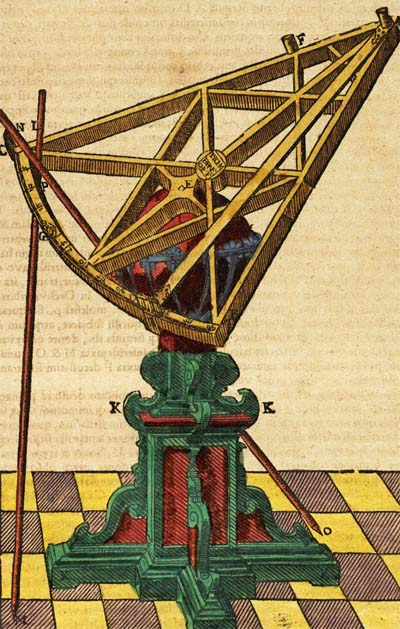
تیکو سکستانت ساز

تقی‌الدین رساله‌ای مهم دربارهٔ ابزارهای نجومی با عنوان «ابزارهای رصدی فهرست امپراتور» نوشت که ابزارهای مورد استفاده در رصدخانه‌اش در قسطنطنیه را شرح می‌دهد. این ابزارها شامل ابزارهای باستانی مثل کره سماوی، خط‌کش نجومی و اسطرلاب، ابزارهای مسلمانان در قرون وسطی مثل اسطرلاب جهانی، چارک‌های سمت و دیواری و سُدس‌ها، و همچنین چندین ابزار اختراعی خود او می‌شدند. از جمله این اختراعات می‌توان به «مُشبَهه بِالمنَاطِق»، یک سُدس قاب‌دار با طناب برای تعیین اعتدالین (شبیه به آنچه تیکو براهه بعدها استفاده کرد)، و یک چارک چوبی برای اندازه‌گیری سمت و ارتفاع اشاره کرد. با این حال، مهم‌ترین ابزار او «ساعت رصدی» بود که در کتابش، «درخت نَبْق افکار انتهایی»، آن را ساعتی مکانیکی با سه صفحه برای نمایش ساعت، دقیقه و ثانیه توصیف می‌کند که هر دقیقه را به پنج ثانیه تقسیم می‌کرد. این ساعت برای اندازه‌گیری بعد ستارگان استفاده می‌شد و یکی از مهم‌ترین نوآوری‌ها در نجوم عملی سده شانزدهم به شمار می‌آید، زیرا در آن زمان ساعت‌ها دقت کافی برای استفاده در رصدهای نجومی را نداشتند.
همچنین، یک کره جغرافیایی بسیار مدرن از زمین، که یکی از اولین نمونه‌های این چنینی بود، توسط تقی‌الدین در رصدخانه‌اش ساخته شد.

## مشاهدات
تقی‌الدین با استفاده از «ساعت رصدی» جدید خود، زیجی (جدولی نجومی) به نام «اوج افکار در پادشاهی کُرات دوار» تهیه کرد که از زیج‌های پیشینیانش، تیکو براهه و نیکلاس کوپرنیک، دقیق‌تر بود. او همچنین اولین ستاره‌شناسی بود که در مشاهدات خود از نماد اعشار به جای کسرهای شصتگانی (که در آن زمان رایج بود) استفاده کرد. تقی‌الدین همچنین از روش «رصد سه نقطه» ابوریحان بیرونی استفاده کرد که در آن دو نقطه در دو طرف دایرةالبروج و نقطه سوم در هر جای دیگری از دایره‌البروج قرار می‌گیرد. او با این روش، خروج از مرکز مدار خورشید و حرکت سالانه اوج را محاسبه کرد. تیکو براهه و کوپرنیک نیز کمی بعد همین کار را کردند، اما مقادیر تقی‌الدین به دلیل استفاده از ساعت رصدی و سایر ابزارهای دقیق‌تر، دقیق‌تر بودند.